# Complexo de deus
Complexo de Deus é um comportamento social cujas características são o excesso de arrogância e/ou apatia dos indivíduos que o apresentam para com uma sociedade, círculo ou pirâmide social. Embora existam semelhanças, não se deve confundir com transtorno de personalidade narcisista (TPN).

## Características
Não existe um padrão definido do termo "complexo de deus", mas há certas características que são comuns em pessoas associadas a essa condição:
- Arrogância;
- Apatia;
- Sentimento de superioridade
- Valores da própria imagem
- Comportamento violento;
- Normalmente não se mostram receptivos a críticas.

## Síndrome de Húbris
Muitas vezes ligamos o Complexo de Deus com a Síndrome de Húbris para analisar algum paciente ou pessoa, as duas contém divergências, e a Síndrome ainda não foi classificada como algo concreto ainda, entretanto elas são bem familiares, e talvez de alguma maneira podem ajudar.  

## Complexo de Messias
É muito comum que as pessoas confundam o complexo de Deus com o complexo de Messias, onde existem semelhanças de características, mas não necessariamente os indivíduos consideram-se deuses ou salvadores.

## Comum em algumas profissões
Estudos comprovam que algumas profissões desempenham papel fundamental na formação da personalidade misantrópica e de complexo de Deus. A principal área em que ocorrem esses traços é a medicina, embora para muitos essa é apenas uma visão distorcida da profissão médica e suas áreas.